# Martín Vázquez
Martín Emilio Vázquez Broquetas (født 14. januar 1969) er en fodbolddommer fra Uruguay. Han har dømt internationalt under det internationale fodboldforbund FIFA siden 2001, hvor han er placeret i den sydamerikanske dommergruppe. 
Han var med ved sin første VM slutrunde i 2010 efter at kollegaen Carlos Amarillas dommerteam blev udelukket, fordi de ikke bestod fitnesstesten op til slutrunden. Vázquez blev dog ikke tildelt nogen kampe, og måtte rejse hjem uden at have dømt en eneste kamp. .